# Invepar
A Investimentos e Participações em Infraestrutura, ou Invepar, é uma das maiores gestoras privadas de mobilidade urbana e infraestrutura de transporte da América Latina. A Invepar possui hoje 11 concessões em seu portfólio por meio de suas controladas e joint ventures nos segmentos de rodovias, aeroportos e mobilidade urbana.
No segmento de aeroportos, controla a concessionária do Aeroporto Internacional de São Paulo (GRU Airport), o maior da América do Sul em número passageiros e volume de carga. Já no segmento de mobilidade urbana, está presente por meio da concessionária VLT Carioca na cidade do Rio de Janeiro.
Atualmente, a Invepar administra seis concessões, sendo quatro no segmento de rodovias, com um total de 2.337 quilômetros entre corredores principais, vicinais e acessos sob sua responsabilidade. No Rio de Janeiro, a Invepar possui a LAMSA e a ViaRio. Em Minas Gerais, Distrito Federal e Goiás, opera a Via040.
Com 5.936 colaboradores próprios (em dezembro de 2019), a Invepar, o Instituto Invepar e todas as empresas controladas do grupo são signatários do Pacto Global da ONU desde 2010. Em dezembro de 2016, a Invepar e suas controladas assinaram o Pacto Empresarial pela Integridade e contra a Corrupção, como parte de seus esforços de aprimorar o compliance corporativo. Em 2017, o grupo concluiu sua nova Política de Integridade, estabelecendo diretrizes complementares ao seu Código de Ética e Conduta. Além disso, foi aprovada a Política de Consequências, que define diretrizes para a aplicação de consequências nos casos de violação aos princípios de valores éticos do grupo Invepar.

## Operações encerradas
A Invepar operou o MetrôRio de março de 2009 a novembro de 2021.
A empresa administrou a rodovia Rio-Teresópolis de março de 1996 a 2022 por meio da Concessionária Rio-Teresópolis (CRT).
A empresa também já operou na Bahia, a Concessionária Litoral Norte (CLN) e a Concessionária Bahia Norte (CBN) e, em Pernambuco, a Concessionária Rota do Atlântico (CRA).

## Segmento Aeroportos
O Aeroporto Internacional de São Paulo é administrado pela Concessionária do Aeroporto Internacional de Guarulhos (GRU Airport) desde 2012. Com movimentação diária média de mais de 118 mil passageiros e cerca de 800 operações de pousos e decolagens (dados de 2019), o aeroporto é o maior hub da América do Sul. Em 2019, 43 milhões de pessoas embarcaram ou desembarcaram no aeroporto. É o principal polo de distribuição de voos do País, com 90 destinos regulares: 42 internacionais e 48 domésticos.

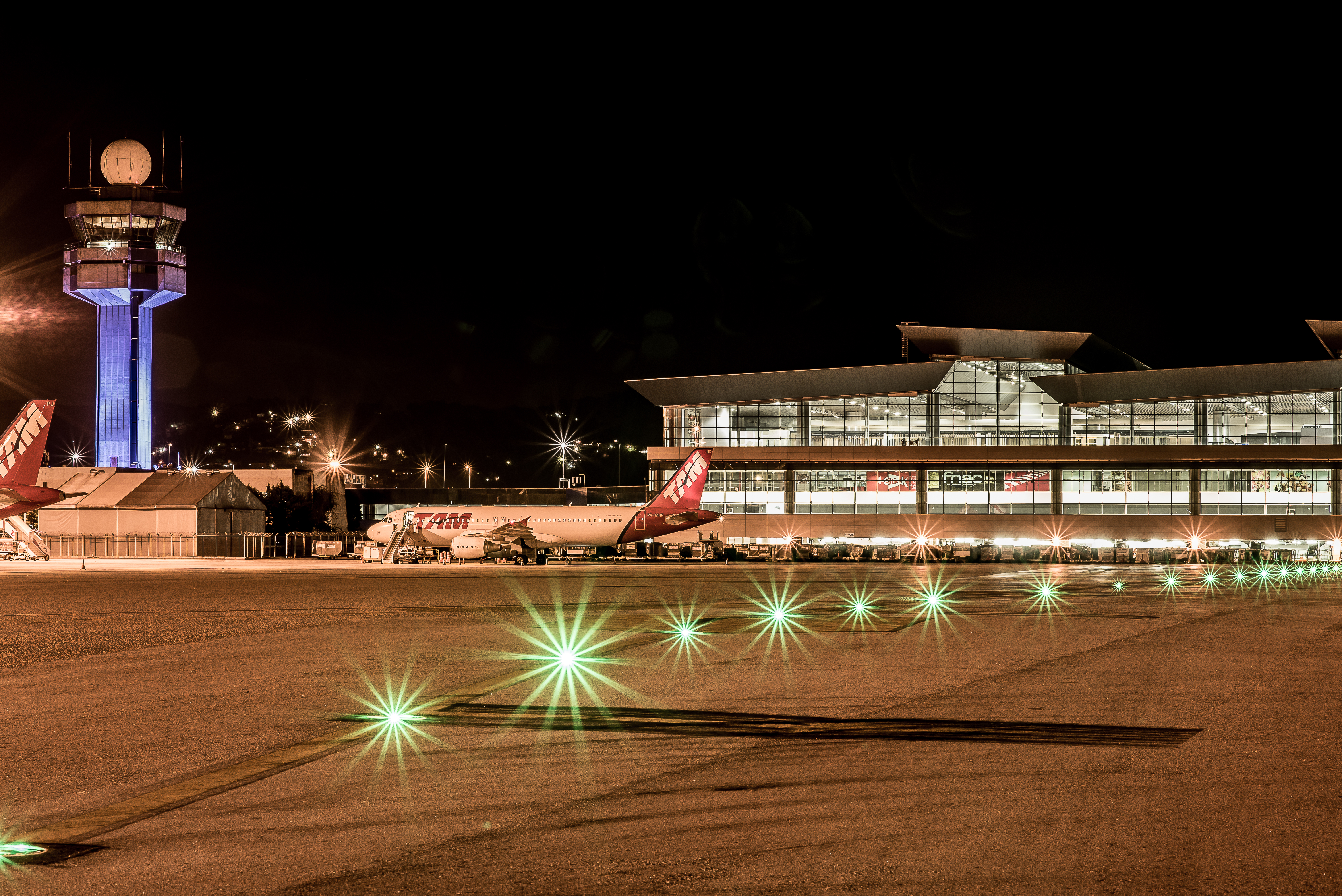
Aeroporto de Guarulhos à noite

O GRU Airport é também a mais importante porta de entrada e saída de cargas aeroportuárias do Brasil, o que corresponde a 45% de todo o volume nacional.
Destaques de 2019 (dados relatório anual):
- 43 milhões de passageiros, recorde histórico
- 41 companhias aéreas com voos regulares (passageiros e cargas)
- 26 novas rotas, sendo 10 inéditas para destinos nacionais e 5, para internacionais
- O Terminal de Cargas reforçou sua posição de principal complexo logístico aeroportuário do país, com 45% do market share
- 81 novas operações de varejo, fechando o ano com 336 pontos comerciais
- Principal polo de distribuição de voos do país, com 90 destinos: 42 internacionais e 48 domésticos
- Conquista do CEIV Pharma, a certificação global para o recebimento de cargas farmacêuticas

## Segmento Mobilidade Urbana

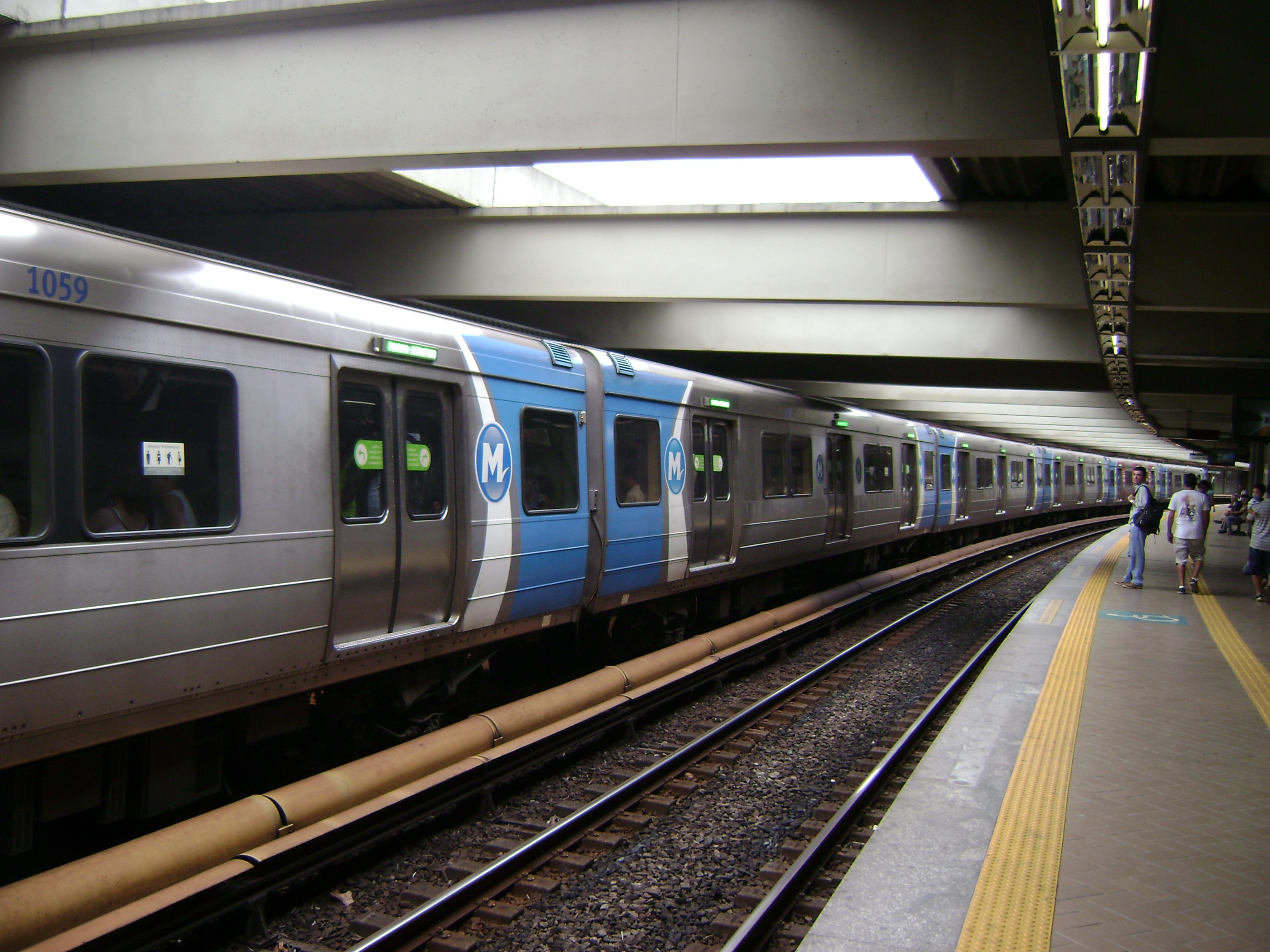
Metrô do Rio de Janeiro na estação São Cristóvão, próximo ao Centro Federal de Educação Tecnológica Celso Suckow da Fonseca campus Maracanã.

Maior operador metroviário privado do país, a Invepar é responsável pela administração das Linhas 1 e 2 do MetrôRio desde 2009, pela operação da Linha 4 desde 2016. Em 2017, mais de 240 milhões de passageiros foram transportados nas três linhas de metrô do Rio de Janeiro.
Ainda no segmento de mobilidade urbana, a companhia é acionista do VLT Carioca, inaugurado em 2016. O Veículo Leve sobre Trilhos circula na região central da capital fluminense, com duas linhas ao longo de 28 quilômetros. Mais de 15 milhões pessoas foram transportadas pelo modal em 2017.
Destaques de 2019 (dados relatório anual):
- 275,6 milhões de passageiros transportados
- 244,5 milhões de pagantes
- Mais de 20 milhões de embarques com o Giro e 670 mil cartões vendidos no MetrôRio
- Início do pagamento por aproximação no MetrôRio
- Aumento de 36% de receita não tarifária no MetrôRio
- Novo sistema de controle de tráfego e tração no MetrôRio
- Inauguração da Linha 3 do VLT Carioca

## Segmento Rodovias
Com oito rodovias em 2.337 quilômetros de extensão, a Invepar conta com uma carteira diversificada de concessões em cinco estados brasileiros e no Distrito Federal. Localizadas em regiões urbanas e rurais, as vias têm características operacionais distintas. Por conta da maior concentração populacional, as rodovias dos centros urbanos têm volumes de tráfego mais densos. Já as concessões em regiões rurais têm uma utilização mais sazonal e são usadas para o transporte de longas distâncias. 
Destaques de 2019 (dados relatório anual):
- Veículos equivalentes pagantes (VEPs): 244,4 milhões
- 19.800 metros cúbicos de revestimento asfáltico utilizado em nossas rodovias
- 115.768 atendimentos de socorro mecânico nas rodovias do grupo
- 18.548 atendimentos de socorro médico nas rodovias do grupo
- Implantação de sistema pioneiro no país para o controle e gestão de rodovias (SGR)
- Realização de ações para redução de acidentes no Anel Rodoviário de BH – Projeto Aliança Pela Vida
- Operação de fiscalização de veículos pesados no Anel Rodoviário
- Campanha pela segurança dos motociclistas, contra o uso de linha com cerol
- Operação para melhoria da fluidez Km 0,8 DF, em Santa Maria, na Via 040. As retenções em horário de pico foram reduzidas em mais de 60%
- Trecho do Minério: melhorias nos km 565, 566, 567, 568 e 608 da Via 040, para segurança viária e melhor fluidez no tráfego
- Redução de 34% de acidentes envolvendo animais na pista na CLN
- Redução de 72% de acidentes envolvendo animais na pista na Cart
- Reconstrução da praça de pedágio da Lamsa
- Início da revitalização e ampliação de capacidade da Ponte Oswaldo Cruz na Linha Amarela
- Início das obras de requalificação dos taludes e terraplenos na CLN
- Certificação ISO 9001 nos processos de manutenção em todas as concessões controladas